# 薩伏依的貝內迪托
薩伏依的貝內迪托（義大利語：Benedetto di Savoia，1741年6月21日—1808年1月4日），沙布萊公爵，薩丁尼亞國王卡洛·埃曼努埃萊三世的幼子。

## 婚姻
1775年，貝內迪托與姪女瑪麗亞·安娜結婚，兩人沒有子女。